# Présidence ouest-allemande du Conseil de la Communauté économique européenne en 1961
La présidence ouest-allemande du Conseil de la Communauté économique européenne (CEE) en 1962 est la deuxième présidence du Conseil conduite par l'Allemagne de l'Ouest.
Elle est précédée par la présidence belge de la première partie de 1961 et suivie par la présidence française à partir du 1er janvier 1962.

## Déroulement
À la suite de propositions faites dès le mois de janvier 1961 et réitéré à la fin du mois de juin de la même année, les discussions concernant une éventuelle fusion des organisations exécutives se sont poursuivies durant la présidence allemande. La question fut notamment abordée au niveau du Conseil de la CEE les 24 et 25 juillet 1961 et, en parallèle, au niveau du Conseil de l'Euratom. La proposition rencontra des hésitations de la part de la France et du Luxembourg, notamment afin de concentrer les efforts sur l'adoption de la PAC et les discussions des élargissements. Le premier vote, avec l'abstention constructive de la France et du Luxembourg, permit à la présidence de référer ces questions aux Commissions et à l'Assemblée. Les institutions donnèrent toutes un avis favorable et les discussions continuèrent au niveau des Coreper I et II pour la fin 1961 et 1962.
La présidence allemande est marquée par la soumission des candidatures d'adhésion de l'Irlande (31 juillet), du Royaume-Uni (9 août) et du Danemark (10 août).
Par ailleurs, les chefs d’États et de gouvernements se réunissent en sommet à Bonn le 19 juillet. Ils souhaitaient alors former une union politique et, afin d'y parvenir, souhaitaient se réunir régulièrement afin de partager leurs opinions et coordonner leur politique.

## Compléments